# Míster Mundo
La competencia de Mister Mundo es un concurso de belleza masculino patrocinado por la Organización Miss Mundo. El concurso es bienal y fue fundado en 1996. Los participantes compiten en diversas actividades, como esquí acuático, ciclismo de montaña y maratón. El actual Míster World es Danny Mejía de Puerto Rico, coronado el 23 de noviembre de 2024 en Bình Thuận, Vietnam. Es el quinto latinoamericano en ser coronado Míster World en el concurso de 2024. Tradicionalmente, Míster World vive en Londres durante su reinado.

## Ganadores
| Año  | Míster Mundo            | País        | Ciudad anfitriona                 | Candidatos |
| ---- | ----------------------- | ----------- | --------------------------------- | ---------- |
| 1996 | Tom Nuyens              | Bélgica     | Estambul, Turquía                 | 50         |
| 1998 | Sandro Finoglio         | Venezuela   | Troia, Portugal                   | 43         |
| 2000 | Ignacio Kliche          | Uruguay     | Edimburgo, Inglaterra             | 32         |
| 2003 | Gustavo Gianetti        | Brasil      | Londres, Inglaterra               | 38         |
| 2007 | Juan García Postigo     | España      | Sanya, República Popular de China | 56         |
| 2010 | Kamal Ibrahim           | Irlanda     | Incheon, Corea del Sur            | 74         |
| 2012 | Francisco Escobar Parra | Colombia    | Kent, Inglaterra                  | 48         |
| 2014 | Nicklas Pedersen        | Dinamarca   | Torbay, Inglaterra                | 46         |
| 2016 | Rohit Khandelwal        | India       | Southport, Inglaterra             | 46         |
| 2019 | Jack Heslewood          | Inglaterra  | Manila, Filipinas                 | 72         |
| 2024 | Danny Mejía             | Puerto Rico | Bình Thuận, Vietnam               | 60         |

## Ranking Míster Mundo
| Rank | País/Territorio | Míster Mundo | 1.er finalista | 2º finalista | Top°5 | Semifinalistas | Total |
| ---- | --------------- | ------------ | -------------- | ------------ | ----- | -------------- | ----- |
| 1    | Puerto Rico     | 1            | 2              | 0            | 1     | 3              | 7     |
| 2    | Brasil          | 1            | 1              | 0            | 1     | 3              | 6     |
| 3    | España          | 1            | 0              | 1            | 1     | 1              | 4     |
| 4    | Bélgica         | 1            | 0              | 1            | 0     | 2              | 4     |
| 5    | Irlanda         | 1            | 0              | 1            | 0     | 1              | 3     |
| 6    | Inglaterra      | 1            | 0              | 0            | 1     | 2              | 4     |
| 7    | India           | 1            | 0              | 0            | 0     | 4              | 5     |
| 8    | Venezuela       | 1            | 0              | 0            | 0     | 4              | 5     |
| 9    | Uruguay         | 1            | 0              | 0            | 0     | 0              | 1     |
| 9    | Colombia        | 1            | 0              | 0            | 0     | 0              | 1     |
| 9    | Dinamarca       | 1            | 0              | 0            | 0     | 0              | 1     |
| 10   | México          | 0            | 1              | 3            | 1     | 3              | 8     |